# Сеони (округ)
Сеони (хинди सिवनी जिला; англ. Seoni) — округ в индийском штате Мадхья-Прадеш. Образован 1 ноября 1956 года. Административный центр — город Сеони. Площадь округа — 8758 км². По данным всеиндийской переписи 2001 года население округа составляло 1 166 608 человек. Уровень грамотности взрослого населения составлял 65,6 %, что выше среднеиндийского уровня (59,5 %). Доля городского населения составляла 10,3 %.